# Verrucaria polysticta
Verrucaria polysticta är en lavart som beskrevs av Borrer. Verrucaria polysticta ingår i släktet Verrucaria och familjen Verrucariaceae.   Inga underarter finns listade i Catalogue of Life.